# 克拉克縣 (肯塔基州)
克拉克縣（英語：Clark County）是位於美國肯塔基州外藍草地區的一個縣。面積661平方公里。根據美國2000年人口普查，共有人口33,144人。縣治溫切斯特 (Winchester)。
成立於1792年，縣政府建立於1793年2月1日。縣名紀念美國獨立戰爭將領喬治·羅傑茲·克拉克。